# باولو تابانيللي
باولو تابانيللي (بالإيطالية: Paolo Tabanelli)‏ (فاينزا، 16 أغسطس 1915 - جنوة، 20 أكتوبر 2000) كان لاعب كرة قدم ومدربًا إيطاليًا.